# Willemijn Maas
Willemijn Maas (Middelburg, 1959) is een Nederlands bestuurder, toezichthouder en consultant.  Van 2006 tot 2013 was zij algemeen directeur van de AVRO.

## Biografie
Maas behaalde een VWO diploma op de Christelijke Scholengemeenschap Walcheren, waarna ze vanaf 1978 logopedie studeerde aan de Hogeschool Amsterdam. Daarna studeerde ze aan de universiteit Maastricht voor een eerstegraads lerarenopleiding. Tussen 1994 en 1996 volgde zij een managementopleiding aan het ISBW. In 2014 volgde een cursus aan de Harvard Business School.
Zij gaf als directeur bij van een cluster Economie en Management van de Hogeschool van Amsterdam (2001-2006) en als directievoorzitter van de Hogeschool voor Economische Studies (2004-2006) leiding aan veranderingstrajecten, met name aan de fusie tussen HES en de Economie-opleidingen van de HvA, die echter nog niet was voltooid ten tijde van haar vertrek naar de AVRO. Rond dezelfde periode was zij directeur bij het Cruyff Institute.
In 2006 werd Maas algemeen directeur van de AVRO. In 2010 uitte zij haar mening over een fusie van deze omroep, naar aanleiding van de wens van NPO-baas Henk Hagoort en minister Ronald Plasterk om het aantal omroepen te verminderen. Maas vond in eerste instantie dat de AVRO met geen enkele andere omroep zou moeten fuseren, maar begeleidde toch de fusie met de TROS. Toen de fusie tot Avrotros in 2013 gerealiseerd was, vertrok Maas bij de omroep, nadat ze met 39 mensen die ontslagen werden een slechtnieuwsgesprek had gevoerd. Bij haar afscheid van de AVRO kreeg ze door een kunstenaar ontworpen schoenen, omdat ze altijd op pumps loopt.
Na haar vertrek bij de AVRO was zij directeur HR Communicatie bij De Volksbank.
In 2013 was zij ook bestuurslid van het Prins Bernhard Cultuurfonds, van het Havenbedrijf Amsterdam en lid van de Raad van Toezicht van Unicef. Later ook van Beeld en Geluid en Uitzendbureau USG People.
Vanaf 2014 werkt zij zelfstandig en werd ze voorzitter van de Raad van Toezicht van het Amsterdam Dance Event en van het Restauratiefonds Sinds 2017 is zij voorzitter van de vereniging Vrienden van het Concertgebouw en het Koninklijk Concertgebouworkest. In mei 2019 werd zij zakelijk directeur van Nederlands Dans Theater.

## Privé
Maas woont in 2013 in Amsterdam en heeft drie kinderen.